# Автополо
Автополо (англ. auto polo), або автомобільне поло — вид автоспорту, винайдений у США. Він має правила та амуніцію, схожі ті, що є у кінному поло, проте замість коней тут використовують автомобілі. Ця гра була популярна у США та деяких країнах Європи  у період з 1911 до 1920 років. Цей вид спорту є дуже небезпечним: існує великий ризик травмування чи смерті як гравців, так і глядачів, не кажучи вже про сильне пошкодження транспортного засобу.

### Історія виникнення
Винахідником автополо вважають Ральфа Хенкінсона, уродженця Канзасу та дилера «Ford Motor Company», який придумав цей спорт у 1911 році з метою рекламної акції задля підвищення продажів нового автомобіля компанії - Ford Model T.
Перший зареєстрований матч відбувся у місті Вічита, штат Канзас, США, у 1912 році між місцевими командами «Сірі привиди» та «Червоні дияволи».
Вперше ідею цієї гри запропонував Джошуа Крейн-молодший у 1902 році, проте тоді така ідея не знайшла підтримки суспільства. У 1912 році було створено Асоціацію автополо, яка займалася організацією турнірів та чемпіонатів на території США.
В тому ж році Хенкінсон відвідав Велику Британію для того, щоб допомогти створювати у цій країні команди з автополо. Він також намагався просувати цю гру в Канаді та Філіппінах, але там цей спорт так і не став популярним.

### Правила гри
На відміну від традиційного кінного поло, для якого необхідні великі відкриті поля, які можуть вмістити одночасно до восьми коней, в автополо можна грати на невеликих закритих аренах зимою, що значно посприяло її популярності на півночі США.
Гра зазвичай проводилася на полі довжиною не менше 300 футів (91 м) і шириною 120 футів (37 м) та воротами шириною 15 футів (4,6 м), розташованими у кожному кінці поля. Матч проходив у два тайми, в кожної команди було по дві машини та чотири особи, які грають на полі у певний час.
Машини для автополо відрізнялися від звичайних, часто не маючи даху, дверей або вітрового скла. Склад команди включав водія автомобіля та його помічника, що тримався за борт машини і намагався потрапити м'ячем по воротах суперника в той момент, коли автомобіль досягав максимальної швидкості 40 миль на годину (64 км/год) і при цьому здійснював круті повороти.
Молотки для автополо нагадували аналогічне приладдя для крокету, але мали трифунтову головку для того, щоб запобігти виникненню зворотного ефекту при ударі по м'ячу на високих швидкостях. Через особливості цього виду спорту під час матчів нерідко були випадки ДТП, внаслідок яких машини переверталися.
Встановлення рулонних сіток над радіатором та задніми платформами автомобілів допомогло запобігти отриманню гравцями травм, проте падіння призводили до серйозних порізів, а іноді й переломів кісток, якщо гравці потрапляли під машини супротивників. Але цьому смерть під час ігор була рідкістю.
У 1924 році страховою компанією, найнятою Ральфом Хенкінсоном, було проведено дослідження, що виявило 1564 зламаних колеса, 538 шин, що лопнули, 66 зламаних осей, 10 зламаних двигунів і 6 автомобілів, що прийшли в повну непридатність протягом року.

### Подальший розвиток
Автополо почало швидко втрачати популярність наприкінці 1920-х років, в основному через дорожнечу ремонту машин після отримання ними пошкоджень. Після закінчення Другої світової війни традиції цієї гри ненадовго відродилися на американському Середньому Заході.
2008 року ентузіасти з Руанди створили варіант поло, в якому гра проходить на мотоциклах. Матч по мотополо проводиться протягом 15-хвилинних чвертей з п'ятьма гравцями в команді, що використовують молоток для удару по м'ячу, зробленому з бананового листя.